# Bundesinitiative daheim statt Heim
Die Bundesinitiative Daheim statt Heim wurde am 1. Dezember 2006 in Berlin gegründet. Vor dem Hintergrund des demographischen Wandels und der zunehmenden Unzufriedenheit behinderter Menschen mit ihren Möglichkeiten zur Selbstbestimmung fordert die Initiative andere Wege des Wohnens für pflegebedürftige und behinderte Menschen in Deutschland. Nach dem Vorbild der skandinavischen Länder sollen alle Menschen den gleichen Anspruch auf ein Leben in ihrem häuslichen Umfeld haben.
Mitinitiatoren und Erstunterzeichner sind z. B. der Bergsteiger und Autor Reinhold Messner, der Talkmaster und Produzent Alfred Biolek, die Bundestagsabgeordnete Silvia Schmidt, der ehemalige rheinland-pfälzische Staatssekretär Richard Auernheimer, der ehemalige Bürgermeister der Stadt Bremen Henning Scherf, der Psychologe Klaus Dörner, der Pflegeexperte Klaus Fussek und viele andere aktive und engagierte Fachleute, Prominente und Betroffene.